# Francie na Letních olympijských hrách 1896
Francii na Letních olympijských hrách v roce 1896 v řeckých Athénách reprezentovala výprava 12 mužů v 6 sportech.

## Medailisté
| Medaile | Jméno                   | Sport      | Soutěž               |
| ------- | ----------------------- | ---------- | -------------------- |
| Zlato   | Paul Masson             | Cyklistika | Muži 10 km           |
| Zlato   | Paul Masson             | Cyklistika | Muži časovka - 333 m |
| Zlato   | Paul Masson             | Cyklistika | Muži sprint          |
| Zlato   | Léon Flameng            | Cyklistika | Muži 100 km          |
| Zlato   | Eugène-Henri Gravelotte | Šerm       | Muži fleret          |
| Stříbro | Alexandre Tuffèri       | Atletika   | Muži trojskok        |
| Stříbro | Léon Flameng            | Cyklistika | Muži 10 km           |
| Stříbro | Henri Callot            | Šerm       | Muži fleret          |
| Stříbro | Joanni Maurice Perronet | Šerm       | Muži fleret masters  |
| Bronz   | Albin Lermusiaux        | Atletika   | Muži běh na 1500 m   |
| Bronz   | Léon Flameng            | Cyklistika | Muži sprint          |